# Riposo durante la fuga in Egitto (Pittoni)
Riposo durante la fuga in Egitto è un dipinto di Giambattista Pittoni realizzato nel 1725 e conservato nella collezione permanente del museo nazionale Museo Thyssen-Bornemisza di Madrid in Spagna.